# Tropidophis caymanensis
Tropidophis caymanensis är en kräldjursart som beskrevs av  James Clarence Battersby 1938. Tropidophis caymanensis är en orm som ingår i släktet Tropidophis, och familjen Tropidophiidae.

## Underarter
Arten delas in i följande underarter:
- T. c. caymanensis
- T. c. parkeri
- T. c. schwartzi

## Utbredning
T. caymanensis är en art som är endemisk på Caymanöarna i Västindien.